# ساتيرة قزمة
ساتيرة قزمة (الاسم العلمي: Satyrus nana) هي نوع من الحشرات تتبع جنس الساتيرة من فصيلة الحورائيات.